# Mads-Kristoffer Kristoffersen
Mads-Kristoffer Kristoffersen (Horsens, 24 de mayo de 1983) es un árbitro de fútbol danés, que desde la temporada 2011/2012, ha dirigido en la Superliga de Dinamarca.

## Trayectoria
Antes del ascenso a la Premier League había estado una mitad de temporada en la Segunda División y dirigiendo durante tres temporadas en la Primera División. Hizo su debut en la Liga el 24 de julio de 2011 en el partido entre el Lyngby BK y SønderjyskE Fodbold, que terminó 0-1.
En diciembre de 2012, después de haber dirigido 22 partidos en la Liga Kristoffersen, fue nombrado árbitro FIFA.